# Cristãos curdos

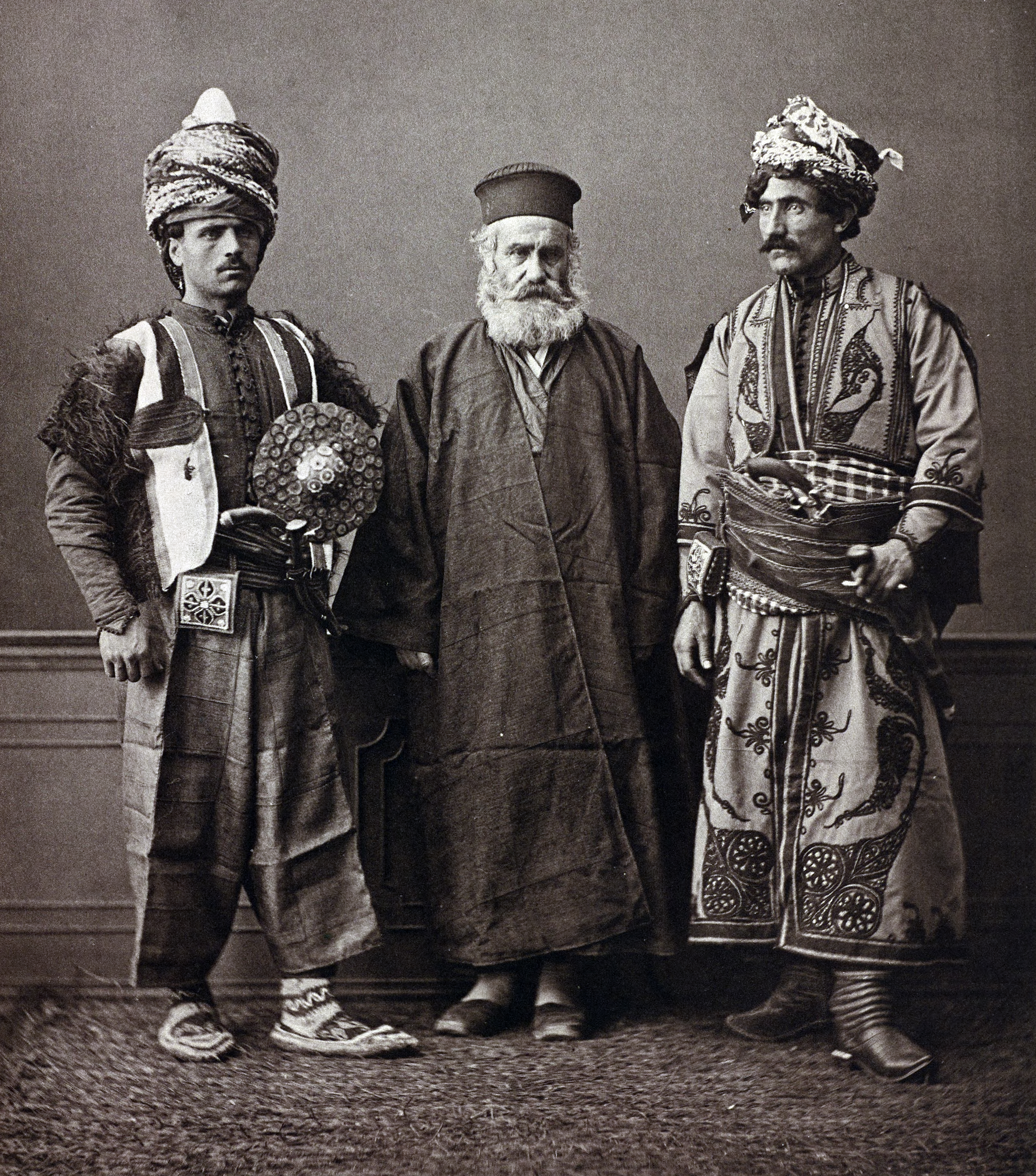
Dois curdos e um padre católico armênio em 1873 em Viena

Cristãos curdos ( curdo: Kurdên Mesîhî ou Kurdên Xirîstiyan ) são curdos que seguem o cristianismo . Embora a maioria dos curdos tenha adotado o islamismo na Idade Média, houve convertidos curdos ao cristianismo mesmo depois da disseminação do islamismo. Nos últimos anos, alguns curdos de origem muçulmana se converteram ao cristianismo.

## História
No século 10 d.C., o príncipe curdo Ibn ad-Dahhak, que possuía a fortaleza de al-Jafary, converteu-se do Islã ao Cristianismo Ortodoxo e, em troca, os bizantinos lhe deram terras e uma fortaleza. Em 927 d.C., ele e sua família foram executados durante um ataque por Thamal al-Dulafi, o governador de Tarso.
No final do século 11 e início do século 12 d.C., os cristãos curdos formavam uma minoria do exército da cidade fortaleza de Shayzar, perto de Hama, na Síria.
Os Zakarids-Mkhargrdzeli, uma dinastia armênia-georgiana de origem curda, governaram partes do norte da Armênia no século XIII d.C. e tentaram revigorar as atividades intelectuais fundando novos mosteiros.
Marco Polo, em seu livro, afirmou que uma minoria dos curdos que habitavam a parte montanhosa de Mosul eram cristãos, enquanto o resto eram muçulmanos.
Os cristãos curdos convertidos geralmente faziam parte da Igreja do Oriente. Em 1884, pesquisadores da Royal Geographical Society relataram em Sivas sobre uma tribo curda local, provavelmente de origem armênia, que manteve algumas observâncias cristãs e às vezes se identificava como cristã.
Uma parte significativa dos convertidos cristãos curdos eram, na verdade, de origem yazidi. No século XVII, missionários carmelitas, franciscanos e jesuítas se reuniram nas regiões yazidi, principalmente em Sinjar e na Síria. Alguns yazidis otomanos se converteram ao cristianismo devido a questões sociais relacionadas ao iazidismo. No século 19, missionários protestantes e católicos desenvolveram um interesse pelos yazidis. No Império Otomano, deixar o Islã era um crime, no entanto, como os yazidis não eram muçulmanos, não era um crime para eles se converterem nem era um crime convertê-los. A atividade missionária cristã floresceu nas comunidades yazidi. Na década de 1880, o governo otomano iniciou o missionário islâmico para os yazidis, alegando que, como as comunidades yazidi estavam abertas para missionários cristãos, elas poderiam muito bem estar abertas para missionários islâmicos. Missionários cristãos mais tarde chamaram a atenção global para os yazidis, que eram uma comunidade bastante isolada. Os yazidis que deixaram o yazidismo geralmente preferiam o cristianismo ao islamismo.

## Cristãos Curdos Contemporâneos
Parte do Novo Testamento em língua inglesa estava disponível pela primeira vez na língua curda em 1856.
A Igreja Kurdzman de Cristo (Igreja Kurdophone de Cristo) foi estabelecida em Hewlêr (Erbil) no final de 2000, e tem filiais nas províncias de Silêmanî, Duhok. Esta é a primeira igreja evangélica curda no Iraque.Seu logotipo é formado por um sol amarelo e uma cruz subindo atrás de uma cordilheira. De acordo com um convertido curdo, cerca de 500 jovens muçulmanos curdos se converteram ao cristianismo desde 2006 em todo o Curdistão.Um convertido curdo das forças armadas iraquianas que afirma ter transportado armas de destruição em massa também afirmou que uma onda de curdos se convertendo ao cristianismo estava ocorrendo no norte do Iraque.
Houve uma onda de conversão curda ao cristianismo após a dissolução da União Soviética. Nos estados pós-soviéticos, a maioria dos convertidos curdos ao cristianismo eram de origem yazidi. Na Armênia, cerca de 3.600 yazidis se converteram ao cristianismo até 2019. Os convertidos yazidi ao cristianismo foram repudiados e maltratados pela comunidade yazidi. Em 2023, um grupo missionário evangélico gerou controvérsia depois de orar em um templo yazidi pela destruição do yazidismo. Após o genocídio yazidi, houve uma onda de conversão yazidi ao cristianismo, principalmente através de missionários. Vian Dakhil pediu à Região do Curdistão que proibisse os missionários cristãos, embora o KRG tenha se recusado, e seu "Escritório de Assuntos Cristãos" afirmou que os missionários agiam de forma ética. Os missionários cristãos viam o influxo de refugiados yazidi para a região do Curdistão como uma "oportunidade de ouro" de conversão, já que os yazidis estavam historicamente tão isolados que nem mesmo os missionários iraquianos nativos podiam convertê-los. No final de 2015, cerca de 800 yazidis se converteram ao cristianismo, e mais de 70% dos cristãos convertidos em campos de refugiados eram yazidis. Walid Shoebat criticou Vian Dakhil e suas tentativas de proibir a proselitização cristã, alegando que ela preferia "adorar Lúcifer em vez de Jesus". Os yazidis são conhecidos por seu ódio ao cristianismo, especialmente aos missionários."
Madai Maamdi, um yazidi georgiano convertido à Igreja Ortodoxa Georgiana, foi ordenado sacerdote em fevereiro de 2023 pela Diocese Norte-Americana da Igreja Ortodoxa Georgiana, tornando-se o primeiro curdo étnico a ser ordenado como padre cristão ortodoxo.
Alguns armênios ocultos que foram curdos e islamizados se converteram ao cristianismo em suas tentativas de retornar às suas raízes armênias. Muitos cristãos curdos não eram curdos étnicos, mas armênios e assírios étnicos que viviam no Curdistão e falavam curdo e eram considerados cristãos curdos Em 2019, cerca de 80-100 curdos convertidos ao cristianismo na cidade de Kobanî. Um pastor evangélico de Aleppo afirmou que os convertidos curdos convertidos ao cristianismo eram muitas vezes descontentes com o Islã por causa das políticas anticurdas de Recep Tayyip Erdoğan, que promoveu o islamismo e o nacionalismo turco, bem como as atrocidades cometidas contra os curdos na Síria por islâmicos apoiados pelos turcos durante a guerra civil síria.